# Laurent Gamelon
 (octobre 2019).
Si vous disposez d'ouvrages ou d'articles de référence ou si vous connaissez des sites web de qualité traitant du thème abordé ici, merci de compléter l'article en donnant les références utiles à sa vérifiabilité et en les liant à la section « Notes et références ».
Laurent Gamelon, né le 19 juin 1960 à Boulogne-Billancourt (Seine), est un acteur français.

## Biographie
Fils de Serge Gamelon et de l'ethnologue Simone Dreyfus-Gamelon, Laurent Gamelon doit ses débuts de comédien au Petit Théâtre de Bouvard en 1982.
Il commence sa carrière cinématographique dans P.R.O.F.S aux côtés de Patrick Bruel.
Il enchaîne les seconds rôles notamment chez Patrice Leconte, Francis Veber (Le Placard, Tais-toi !, La Doublure) et Dany Boon (La Maison du bonheur, Rien à déclarer). Son physique et sa voix l'ont longtemps destiné aux rôles de « musclé » ou de « gros bras » : professeur d'EPS (P.R.O.F.S), chauffeur de taxi, bûcheron, etc.
À la télévision, il a joué un rôle récurrent dans cinq saisons de la série Diane, femme flic diffusée sur TF1 et dans quatre saisons de la série Clem. Il retourne exceptionnellement dans la saison 8 de Clem (épisodes 7 et 8). Et dans les 2 épisodes de la saison 14.
Au théâtre, il fait partie de la troupe des Brèves de comptoir mise en scène par Jean-Michel Ribes. En 1997, il joue aux côtés de Jean-Paul Belmondo dans La Puce à l'oreille mise en scène par Bernard Murat. Il retravaillera à plusieurs reprises avec Bernard Murat qui trouve en Laurent Gamelon l'interprète idéal pour jouer Feydeau (Tailleur pour dames, Le Dindon). En 2007, il retrouve Francis Veber pour la pièce Le Dîner de cons, suivie en 2014 de l'adaptation théâtrale du Placard.
En Juillet 2023, il intègre la distribution de la série quotidienne Demain nous appartient sur TF1 dans le rôle de Gilles Bouquet, le frère de Marianne Delcourt (interprétée par Luce Mouchel),.

## Filmographie

### Cinéma
- 1985 : P.R.O.F.S de Patrick Schulmann : Gérard Biril, le professeur d'EPS
- 1987 : Les Oreilles entre les dents de Patrick Schulmann : Max
- 1988 : Ne réveillez pas un flic qui dort de José Pinheiro : l'homme au bébé
- 1990 : Triplex de Georges Lautner : Mario
- 1990 : Merci la vie de Bertrand Blier : le beau-frère
- 1990 : Les Secrets professionnels du docteur Apfelglück d(Alessandro Capone, Stéphane Clavier, Hervé Palud, Mathias Ledoux et Thierry Lhermitte : Maurice
- 1990 : Une époque formidable… de Gérard Jugnot : le musclé accidenté
- 1991 : Vieille Canaille de Gérard Jourd'hui : 1er inspecteur
- 1991 : On peut toujours rêver de Pierre Richard : un policier à moto
- 1991 : Louis, enfant roi de Roger Planchon : Deschouches
- 1992 : La Crise de Coline Serreau : Didier
- 1993 : Tango de Patrice Leconte : le chauffeur de taxi
- 1993 : Chacun pour toi de Jean-Michel Ribes : René
- 1996 : XY de Jean-Paul Lilienfeld : l'homme spermogramme 1
- 1999 : Les Acteurs de Bertrand Blier : le chauffeur de taxi
- 2000 : Le Placard de Francis Veber : Alba
- 2003 : Le Pharmacien de garde de Jean Veber : Maurice Battistoni
- 2003 : Tais-toi ! de Francis Veber : Mauricet
- 2004 : Confidences trop intimes de Patrice Leconte : Luc
- 2006 : La Doublure de Francis Veber : Paul
- 2006 : La Maison du bonheur de Dany Boon : Donatello Pirelli
- 2007 : L'Auberge rouge de Gérard Krawczyk : le bûcheron
- 2008 : Ça se soigne ? de Laurent Chouchan : Éric
- 2008 : La Jeune Fille et les Loups de Gilles Legrand : le maréchal-ferrant
- 2008 : Musée haut, musée bas de Jean-Michel Ribes : Lionel
- 2009 : La Guerre des miss de Patrice Leconte : Gaby, le coiffeur
- 2009 : Erreur de la banque en votre faveur de Michel Munz et Gérard Bitton : Georges
- 2010 : Imogène McCarthery de Alexandre Charlot et Franck Magnier : Sir McCarthery
- 2011 : Rien à déclarer de Dany Boon : Duval
- 2014 : Brèves de comptoir de Jean-Michel Ribes : Rubens
- 2018 : Neuilly sa mère, sa mère ! de Gabriel Julien-Laferrière : Patrick Daubra
- 2022 : Permis de construire d'Éric Fraticelli : Victor

### Télévision
- 1988 : Palace (série télévisée) : Le détourneur du palace
- 1989 : Les Pique-assiette (série télévisée) : Jacques
- 1992 : Chien et chat de Philippe Galland : Feutrelle
- 1994 : Placé en garde à vue (épisode 2 : Passion aveugle) : Leturc
- 1996 : Berjac : Coup de maître de Jean-Michel Ribes : Louis
- 1998 : Nestor Burma (épisode En garde, Burma!) : Maurice
- 1999 : Au bénéfice du doute de Williams Crépin : Charavin
- 2000 : Florence Larrieu : Le juge est une femme (épisode Cadeau d'entreprise) : Bruno
- 2000 : Victoire ou la Douleur des femmes de Nadine Trintignant : L'homme du planning familial
- 2003 - 2009 : Diane, femme flic (Série TV) : Commissaire divisionnaire Serge Carro, mari de Diane
- 2003 : Allez la Saussouze! (série télévisée) : Lolo
- 2004 : À trois c'est mieux de Laurence Katrian : André
- 2004 : Louis la Brocante (épisode Louis et les deux mousquetaires) : Portos
- 2005 : Les Enquêtes d'Éloïse Rome (épisode Coup de main) : Max Valmy
- 2005 : Le Bal des célibataires de Jean-Louis Lorenzi : Séraphin
- 2006 : Au secours ! les enfants reviennent de Thierry Binisti : Étienne Ducatteau
- 2006 : Kaamelott (épisode La Baraka) : Le tricheur
- 2007 : Joséphine, ange gardien (épisode Le secret des Templiers) : Duc D'Arcamboise
- 2008 : Marie-Octobre de Josée Dayan : Guillaume Ferronnier
- 2008 : Joséphine, ange gardien (épisode Les deux font la paire) : l'homme bousculé de l'hôtel (non crédité)
- 2010 : À 10 minutes de la plage de Stéphane Kappes : Charles Lemoulec
- 2010 : Louis la Brocante (épisode Louis et le monte-en-l'air) : Camille
- 2010 : Les Ripoux anonymes de Julien Zidi : Antoine Minda
- 2011 : Le Bon Samaritain de Bruno Garcia : Jean-Jacques René / Antoine Toussaint
- 2012 - 2013 : Une famille formidable (série télévisée) : François Fabiani
- 2012 - 2015, 2018, 2025 : Clem de Joyce Buñuel (Série TV) : Jean Paul Boissier, le père de Clem
- 2020 : Section de recherches (épisode Expérience interdite) : Richard Amyot
- 2020 : I love you coiffure de Muriel Robin : M. Firmin (sketch La réunion de chantier)
- 2022 : Alice Nevers : Commissaire Malaterre
- 2022 : Capitaine Marleau (épisode La Der des der) : Berthier
- 2023-2024 : Demain nous appartient : Gilles Bousquet (secondaire saison 7, invité saison 6)
- 2023 : Camping Paradis : Jacques Castella (saison 14, épisode 2 : Voyance au Paradis)
- 2023 : Simon Coleman (épisode Le Saut de l'ange) : Vincent, le patron du club d'aéronautique
- 2023 : Un Soupçon de Philippe Dajoux : colonel Vasseur
- 2023 : Le Voyageur, épisode La Tentation du mal : Capitaine Lazare
- 2025 : Monsieur Parizot, épisode Le maître du crime : Josselin Novak

## Théâtre
- 1987 : Les Pieds dans l'eau de Michel Lengliney, mise en scène Éric Civanyan, Théâtre de la Madeleine
- 1990 : Popkins de Murray Schisgal, mise en scène Danièle Chutaux, Théâtre des Célestins
- 1991 : Le Crépuscule des lâches de Jacques Delaporte et Martin Lamotte, mise en scène Martin Lamotte, Théâtre de la Porte-Saint-Martin
- 1993 : Silence en coulisses ! de Michael Frayn, mise en scène Jean-Luc Moreau, Théâtre du Palais-Royal
- 1994 : Brèves de comptoir de Jean-Marie Gourio, mise en scène Jean-Michel Ribes, Théâtre Tristan-Bernard
- 1996 : La Puce à l'oreille de Georges Feydeau, mise en scène Bernard Murat, Théâtre des Variétés
- 1997 : La Puce à l'oreille de Georges Feydeau, mise en scène Bernard Murat, Théâtre des Variétés
- 1998 : Les Démons d'après Fiodor Dostoïevski, mise en scène Roger Planchon, Opéra-Comique, TNP Villeurbanne
- 1999 : Les Nouvelles Brèves de comptoir de Jean-Marie Gourio, mise en scène Jean-Michel Ribes, Théâtre Fontaine
- 2003 : Remue-Ménage d'Alan Ayckbourn, mise en scène Pierre Mondy, Théâtre des Variétés, avec Annie Grégorio, Gérard Rinaldi, Claire Nadeau
- 2007 : Le Dîner de cons de Francis Veber, mise en scène de l'auteur, Théâtre de la Porte-Saint-Martin
- 2008 : Tailleur pour dames de Georges Feydeau mise en scène Bernard Murat, Théâtre Édouard-VII, en direct sur France 2 le 03/05/08.
- 2010 : Les Nouvelles Brèves de comptoir de Jean-Marie Gourio, mise en scène Jean-Michel Ribes, Théâtre du Rond-Point, Théâtre national de Nice, Théâtre du Gymnase, Théâtre des Célestins, tournée
- 2011 : Les Nouvelles Brèves de comptoir de Jean-Marie Gourio, mise en scène Jean-Michel Ribes, tournée
- 2012 : Le Dindon de Georges Feydeau, mise en scène Bernard Murat, Théâtre Édouard-VII
- 2014 : Le Placard de Francis Veber, mise en scène de l'auteur, Théâtre des Nouveautés
- 2016 : Hier est un autre jour ! de Sylvain Meyniac et Jean-François Cros, mise en scène Éric Civanyan, Le Palace (Paris)
- 2016 : L'Invité de David Pharao, mise en scène Jean-Luc Moreau, Théâtre Montparnasse
- 2016 : Mariage et châtiment de David Pharao, mise en scène Jean-Luc Moreau, Théâtre Hébertot
- 2017 : Tant qu'il y a de l'amour de Bob Martet, mise en scène Anne Bourgeois, théâtre de la Michodière, tournée en 2019
- 2020 : Elle & Lui d'Isabelle Mergault, mise en scène Christophe Duthuron, théâtre des Nouveautés
- 2021 : The Canapé de Patrice Leconte, mise en scène Jean-Luc Moreau, tournée
- 2024 : Secret.s de Sébastien Blanc, mise en scène Jean-Luc Moreau, théâtre de la Madeleine

## Doublage

### Films d'animation
- 1998 : Le Roi Lion 2 : L'Honneur de la tribu : Mufasa[15]
- 2000 : Toy Story 2 : l'Empereur Zurg[16]
- 2008 : Mia et le Migou : Jekhide, le père d'Aldrin
- 2019 : Le Parc des merveilles : Principal Peters[17]

### Jeux vidéo
- 2005 : Kingdom Hearts 2 : Mufasa

### Séries télévisées d'animation
- 1997 : South Park : Satan, l'acolyte de Saddam Hussein

- Tex Avery (MGM Cartoons) : narrateur; voix additionnelles

## Publicités
- Après le décès de Philippe Khorsand en 2008, Bernard Farcy avait repris le rôle du directeur puis à la mi 2011, c'est Laurent Gamelon qui le remplace dans le spot MAAF inspiré par la scène récurrente « Appelez-moi le directeur ! » de la série télévisée Palace. En 2016, il est lui-même remplacé par Pierre Arditi.
- Il a également participé à une publicité pour le panaché Chopp de Kanterbrau datant de 1986 dont la réplique finale était : « eh ben t'auras qu'une petite claque ».

Dans les années 1980, il participe a une publicité pour un liquide vaisselle avec une réplique singulière: « liquide vaisselle moumoune ! »
On le trouve grimé et quasi méconnaissable dans la publicité du jeu à gratter Banco (Française des jeux).